# 7,62 × 39 мм
7,62-мм патрон образца 1943 года (7,62×39 мм) — промежуточный патрон с невыступающей закраиной конструкции Н. М. Елизарова и Б. В. Сёмина.
Разработка была завершена к 1949 году, причём, несмотря на название, окончательный образец патрона сильно отличался от первоначального образца 1943 года, имевшего гильзу длиной 41 мм. В некоторых случаях патрон 7,62×39 мм упоминается как 7,62×39 мм M43. Этот патрон был также известен в США как .30 Russian Short, но в настоящее время, в силу своей известности, распространённости и популярности, данный патрон во многих зарубежных источниках упоминается как «7.62×39».
Принятый на вооружение в 1949 году автомат Калашникова был разработан именно под этот патрон.
В начале 70-х годов на смену ему пришёл патрон 5,45×39 мм. Однако и по сей день патрон 7,62×39 остаётся одним из самых массовых и распространённых патронов в мире.

## История
В январе 1926 г. в СССР проводились конкурсные испытания автоматических винтовок, во время которых встал вопрос о переходе к уменьшенному калибру. Вот что говорилось в одном из документов Артиллерийского комитета от 27 февраля 1928 г.: «… заказанные самозарядные винтовки оказываются несколько тяжёлыми, и весьма возможно, что для облегчения веса придётся пойти на уменьшение калибра, по-видимому, нужно переходить на калибр 2,5 линии (прим: 6,35 мм). Вопрос этот прорабатывается и будет разрешён вероятно с утверждением РВС СССР новой системы вооружения». Также Ф. В. Токаревым были представлены 6,5-мм автоматические карабины (под японский патрон 6,5×50 мм с диаметром основания гильзы 11,35 мм). Работы по созданию промежуточного патрона были близки к завершению в 1939 г.. Для исследования вопроса был разработан патрон калибра 5,45 мм и было дано задание на проектирование самозарядной винтовки под этот патрон. Однако в связи с военными действиями конструкторы были переключены на более востребованные работы.
Анализ боевых операций во время Великой Отечественной войны показывал, что при насыщении армий воюющих сторон механизированными средствами передвижения наиболее напряжённые бои для пехоты развёртываются на коротких дистанциях и протекают весьма скоротечно. Поскольку пехота не всегда может рассчитывать на поддержку артиллерии и других мощных огневых средств, необходимо было обеспечить повышение мощности огня пехоты с помощью лёгкого и компактного оружия.
Пистолет-пулемёт позволял успешно разрешать ряд боевых задач, стоящих перед пехотой, так как он обладал сравнительно небольшой массой и высоким поражающим действием. Однако дальность действительного огня из этого вида оружия не превышала 200—300 м.
Винтовочные патроны сохраняли убойную силу пули на дальностях даже свыше 2000 м. Поскольку в ходе боя огонь из стрелкового оружия на этой дальности крайне  редко вёлся даже из станковых пулемётов, стало очевидным, что винтовочные патроны обладают излишней мощностью. Попытки создания автоматических винтовок и лёгких ручных пулемётов под существующий винтовочный патрон выявили, что большой импульс отдачи индивидуального автоматического оружия создавал трудности при стрельбе в движении, стоя или с колена. Встал вопрос о создании нового патрона, который по баллистическим данным, массе и габаритам занимает промежуточное положение между винтовочным и пистолетным патронами.
В июле 1943 года на специальном заседании Наркомата вооружений было проведено обсуждение германских автоматических карабинов MKb.42(H) калибра 7,92x33 мм (диаметр основания гильзы 11,9 мм), захваченных советскими войсками на Волховском фронте зимой 1942—1943 годов, а также полученных из США карабинов M1 Carbine калибра 7,62x33 мм (диаметр основания гильзы 9,04 мм). По результатам обсуждения было принято решение о создании оружия аналогичного класса, с дальностью действительного огня порядка 400—500 метров, и о разработке нового патрона к нему. При активном участии В.Г. Фёдорова в техническое задание на новый патрон были заложены сразу несколько вариантов калибров — 5,6 мм, 6,5 мм и 7,62 мм. Разработка базового варианта была произведена в рекордные сроки конструкторами Н. М. Елизаровым и Б.В. Сёминым, и уже в октябре того же года на совещании в Наркомате вооружений был принят для дальнейшей разработки новый патрон уменьшенной мощности 7,62x41 мм (диаметр основания гильзы 11,26 мм), имевший остроконечную оболочечную пулю со свинцовым сердечником и гильзу бутылочной формы без выступающей закраины.
Дульная энергия нового патрона, получившего индекс ГРАУ «57-Н-231», достигала 2200 Дж, что составляет примерно 2/3 от дульной энергии штатного винтовочного патрона 7,62x54 мм с диаметром основания гильзы 12,37 мм. Огонь стрелкового оружия обычно применялся на дальности не свыше 600-800 м (за исключением станковых пулемётов). На этой дистанции пули промежуточного патрона пробивают три сосновые доски толщиной 2,25 см, то есть обладают энергией около 196 Дж и импульсом около 2 кгм/с. Патрон 7,62×41 мм имел существенно лучшую баллистику по сравнению с американским патроном 7,62x33 мм с энергией 1300 Дж для легкого карабина M1 Carbine, обеспечивая большую эффективную дальность стрельбы и лучшее пробивное действие в случае лёгких преград. Пробная партия патронов была выпущена в декабре 1943 года, и на свет появились первые тактико-технические требования (ТТТ) на новое оружие пехоты.
Уже через год была разработана новая пуля — удлинённая, с более заострённым носиком, конической задней частью и стальным сердечником, уменьшавшим потребление дефицитного свинца. Из-за необходимости не увеличивать общую длину патрона, после удлинения пули боеприпас получил укороченную на 2,5 миллиметра гильзу и немного изменённые другие размеры и в таком виде был принят на снабжение. В историю он вошёл под наименованием 7,62x39 или M43 с тем же индексом ГРАУ 57-Н-231, став самым распространённым промежуточным патроном в мире. В 60-х годах даже поднимался вопрос о стандартизации его в качестве дополнительного автоматного патрона НАТО, дальнейшему решению этого вопроса помешало лишь появление малоимпульсного боеприпаса 5,56x45 мм.
Принятие на вооружение патрона обр. 1943 г. открыло новые перспективы в конструировании автоматического оружия. Отсутствие фланца упрощало конструкцию механизма питания, меньшие габариты патрона позволяли уменьшить массу оружия и носимых боеприпасов. Не очень сильная отдача давала достаточно большую дальность действительного огня при стрельбе очередями.

## Достоинства и недостатки
Ниже приведен список достоинств и недостатков патрона 7,62×39 в сравнении с малоимпульсными патронами 5,45х39 и зарубежного 5.56х45:
Достоинства
- Тяжелая пуля лучше сохраняет энергию на больших дистанциях, а значит имеет более выраженное поражающее действие;
- Более низкий шанс рикошета, чем у 5,45 и 5,56;
- Более стабильный полет через различные препятствия (ветки, кустарник, листья, и т. п.);
- При поражении костей тяжесть ранения зачастую выше, чем у 5,45 и 5,56, при условии, что пуля 5,56 избежала фрагментации;
- Большее останавливающее действие пули.

Недостатки
- Бо́льший вес боекомплекта по сравнению с малоимпульсными патронами;
- Несколько меньшая пробивная способность пули по сравнению с модернизированными малоимпульсными патронами;
- Значительно более сильная отдача;
- Ранения только мягких тканей как правило легче, чем у 5,56 и 5,45, а зона непрямого повреждения меньше, чем у более скоростных 5,56 и 5,45[12].

## Номенклатура патронов

Габаритные размеры патрона.

- 7,62х41 обр.1943/ПС (Индекс ГРАУ — 57-Н-231(ГЖ)) — патрон с пулей ПС со свинцовым сердечником

Масса патрона, г — 16,3
Масса пули, г — 8,0
Длина пули, мм — 22,8
Начальная скорость пули, м/с — 740
Дульная энергия пули, Дж — до 2190
Выпускался опытными партиями в 1943—1948 гг. Стальная гильза длиной 41 мм, как и стальная оболочка пули — биметаллические (то есть плакировались томпаком).
- 7,62 ПС (Индекс ГРАУ — 57-Н-231) — патрон с пулей ПС со стальным сердечником

Масса патрона, г — 16,5
Масса пули, г — 7,9
Длина пули, мм — 26,8
Начальная скорость пули, м/с — 710—725 (автомат АКМ)
Дульная энергия пули, Дж — 1990—2080 (автомат АКМ)
Стальная гильза имеет длину 38,5 мм. Пуля состоит из стальной оболочки, свинцовой рубашки и штампованного сердечника из мягкой стали (малоуглеродистая сталь марки 10 заместила 50 % массы пули со свинцовым сердечником). В средней части на пуле кольцевая канавка. В неё обжимается дульце гильзы. Патрон с пулей ПС с мягким сердечником выпускался в (1944—1992 гг.).
Головная часть пули удлинена, что улучшило баллистический коэффициент при сохранении массы пули. Хвостовая часть пули конусной формы для уменьшения сопротивления воздуха.
Патрон предназначен для поражения живых целей, расположенных открыто или за легкими укрытиями, огневых средств и не бронированной техники.
До 1948 года гильза и оболочка пули плакировались томпаком, поставляемым из США по ленд-лизу. В 1948—1952 гг. гильза и оболочка пули латунировались. В 1952—1960 гг. гильза и оболочка пули вновь выпускались биметаллическими. С 1960 года гильза лакированная — покрывается лаком зелёного цвета.
С 1962 года для повышения влагостойкости дульце гильзы по стыку с пулей и кромка капсюля покрываются лаком-герметизатором. В 1962—1963 годах цвет лака был фиолетовый, а с 1964 года лак-герметизатор на патронах с любым типом пули стал красным.
С 1984 года вместо винтовочного пироксилинового пороха (ВУфл — Винтовочный Укороченной резки, флегматизированный) стал применяться нитроглицериновый порох сферического зернения флегматизированный (ССНф30/3,97). Для устранения попадания пороха между стенками дульца и пулей на задней части пули стал делаться уступ. Канавка в средней части пули для обжатия дульца гильзы не накатывается.
Начиная с 1989 года, для повышения пробивного действия пуль начали применять термоупрочненный сердечник повышенной твердости. Пробивное действие пуль с новым сердечником по твердым преградам повысилось в 1,5-2 раза. Отличительной окраски она не имеет и от патронов с не термоупрочненным сердечником новый патрон можно отличить только по году выпуска. Индекс ГРАУ же имеет 57-Н-231(89)
С 1992 г. под тем же индексом выпускаются патроны с термоупрочненным стальным сердечником вместо стального мягкого сердечника.Материал сердечника пули, начиная с 1989г. -углеродистая сталь У7 или 65Г (65Г2С).
- 7,62 ПС гж (Индекс ГРАУ — 57-Н-231С, с 1960 г. — 57-Н-231) — патрон с пулей ПС со стальным сердечником и биметаллической гильзой
- 7,62 ПС гс (Индекс ГРАУ — 57-Н-231СЛ, с 1960 г. — 57-Н-231) — патрон с пулей ПС со стальным сердечником и стальной лакированной гильзой
- 7,62 БП (Индекс ГРАУ — 7Н23) — патрон с бронебойной пулей БП

Мacca патрона, г — 16,3
Мacca пули, г — 7,9
Длина пули, мм — 27,4
Начальная скорость пули, м/с — 725—740
Окраска пули — чёрная вершинка.
Патрон принят на вооружение в 2002 г. Предназначен для поражения живых целей в средствах индивидуальной бронезащиты (расположенных открыто или за легкими укрытиями), огневых средств и не бронированной техники.
Отличается от патрона с обычной пулей ПС специальным бронебойным сердечником. При его изготовлении вместо малоуглеродистой стали используется инструментальная сталь У12А. Изменилась форма сердечника и процесс термообработки. В остальном устройство пули аналогично патрону с пулей ПС.
Новый патрон более чем в три раза превзошел патрон с пулей ПС по пробиваемости твердых преград. На дальности 200 м бронебойный сердечник пули нового патрона пробивает 5-мм бронеплиту марки 2П, а на 250 м противопульный бронежилет типа 6Б5. При этом обеспечена сопрягаемость траектории пули нового патрона с пулей ПС.
- 7,62 БЗ (Индекс ГРАУ — 57-БЗ-231) — патрон с бронебойно-зажигательной пулей БЗ

Мacca патрона, г — 15,7
Масса пули, г — 7,6
Длина пули, мм — 27,7
Начальная скорость пули, м/с — 720—740, 715—725 (автомат АКМ)
Дульная энергия пули, Дж — 1909,4 — 2068,3 (автомат АКМ)
Вершинка пули окрашена в чёрный цвет с красным пояском.
Патрон предназначен для поражения легкобронированных целей, воспламенения горючего, находящегося за бронёй или в толстостенной таре; и для поражения живой силы, находящейся за легкими броневыми прикрытиями на дальности до 300 м. Патрон выпускался с латунированной или биметаллической гильзой. Бронебойно-зажигательная пуля состоит из стальной, плакированной томпаком оболочки с томпаковым наконечником, стального термообработанного сердечника со свинцовой рубашкой и зажигательного состава, находящегося в свинцовом поддоне. При ударе пули о броню свинцовый поддон, двигаясь по инерции вперед, сжимает зажигательный состав и тем самым воспламеняет его. Пламя, через отверстие, пробитое стальным сердечником, проникает в заброневое пространство и способно воспламенить горючее. Бронебойно-зажигательная пуля пробивает стальную каску на дальности 1100 м и противоосколочный бронежилет на дальности 1000 м. Лист бронестали толщиной 7 мм пробивается на дальности 330 м. На картонных пачках, металлических коробках и деревянных ящиках с патронами БЗ наносится наклонная черно-красная полоса.
- 7,62 ВД (Индекс ГРАУ — 57-Н-231В) — патрон высокого давления с пулей ПС со стальным сердечником
- 7,62 З (Индекс ГРАУ — 57-3-231) — патрон с зажигательной пулей З

Мacca патрона, г — 15,2
Мacca пули, г — 6,6
Длина пули, мм — 27,6
Начальная скорость пули, м/с — 740—760 (автомат АКМ)
Дульная энергия пули, Дж — 1771,5 — 1963,8 (автомат АКМ)
Вершина пули окрашена в красный цвет
Патрон предназначен для воспламенения горючих жидкостей (бензин, керосин) в стальных баках со стенками толщиной до 3 мм, а также легко загорающихся материалов (сухая трава, солома и др.) на дальностях до 700 м. По своей конструкции и действию пуля «7,62 З», относится к типу зажигательных пуль с пиротехническим зажигательным составом и является зажигательно-трассирующей, обеспечивая наблюдение за результатами стрельбы по хорошо видимой (до 700 м днём и ночью) трассе красного цвета.
Патрон выпускался с латунированной или биметаллической гильзой. Пуля состоит из стальной, плакированной томпаком, оболочки с томпаковым наконечником, зажигательного состава, находящегося в головной части пули, сердечника из малоуглеродистой стали, рубашки из свинцово-сурьмянистого сплава, биметаллического стаканчика с пиротехническим составом (воспламенительный, переходный и трассирующий) и колечка (его назначение такое же, как и в других трассирующих патронах). При ударе пули о твердую преграду происходит резкое динамическое сжатие и нагрев зажигательного состава, продвигающимся вперед стальным сердечником, в результате чего зажигательный состав воспламеняется. Наконечник пули сминается, оболочка развертывается, и пламя от зажигательного состава обеспечивает зажжение цели. При встрече с преградами малой плотности, из-за невысокой чувствительности пули, зажигательный состав может и не воспламениться. Существует две модификации пули с различным радиусом оживальной части. Более острые, появившиеся позже, в меньшей степени отклоняются от траектории пули ПС. Вершинка пули патрона «7,62 З» окрашена в красный цвет. На картонных пачках, металлических коробках и деревянных ящиках с зажигательными патронами наносится наклонная красная полоса. Патроны с бронебойно-зажигательной и зажигательной пулями собирались вручную и имели высокую стоимость. Применять их планировалось только в период боевых действий. Для учебных стрельб эти патроны, как правило, не использовались. После того как были накоплены достаточные запасы патронов с пулей БЗ и З, их производство было прекращено. В настоящее время патроны с бронебойно-зажигательной и зажигательной пулями с производства сняты, но могут встречаться в армейских запасах.
- 7,62 Т-45 (Индекс ГРАУ — 57-Т-231П) — патрон с трассирующей пулей Т-45

Масса патрона, г — 16,3
Масса пули, г — 7,6
Длина пули, мм — 27,7
Начальная скорость пули, м/с — 715—725 (автомат АКМ)
Дульная энергия пули, Дж — 1904,3 — 2015,8 (автомат АКМ)
Вершина пули окрашена в зелёный цвет или дульце гильзы и кромка капсюля покрыты лаком зелёного цвета.
- 7,62 УЗ (Индекс ГРАУ — 7Щ6) — патрон с усиленным зарядом
- 7,62 УС (Индекс ГРАУ — 57-Н-231У) — патрон уменьшенной скорости с утяжелённой пулей со стальным сердечником, предназначен для стрельбы с прибором бесшумной и беспламенной стрельбы ПБС-1

Масса патрона, г — 20,0
Масса пули, г — 12,55
Длина пули, мм — 33,5
Начальная скорость пули, м/с — 293—310 (автомат АКМ)
Дульная энергия пули, Дж — 539,9-605,4 (автомат АКМ)
Вершина пули окрашена в чёрный цвет с зелёным пояском.
- 7,62 УЧ (Индекс ГРАУ — 57-Н-231УЧ) — учебный патрон с обычной пулей ПС со стальным сердечником

Масса патрона, г — 14,7
Масса пули, г — 7,9
Длина пули, мм — 26,5
Способ крепления пули — плотная посадка и 2-х рядный обжим дульца гильзы.
- 7,62 холостой (Индекс ГРАУ — 57-Х-231) — холостой патрон

Масса патрона, г — 8,2
Длина патрона, мм — 48,5
- 7,62 ПП (Индекс ГРАУ — 7Н27) — патрон с пулей повышенной пробиваемости
- ПХС-19 (Индекс ГРАУ — 7Щ2) — патрон холостой специальный
- 7,62 ПРС (Индекс ГРАУ — ПРС) —  патрон с пулей пониженной рикошетирующей способностью
Масса патрона, г — 16,9
Масса пули, г — 8
Длина пули, мм — 22,8
Начальная скорость пули, м/с — 715—725 (автомат АКМ)
Дульная энергия пули, Дж — 1994— 2105 (автомат АКМ)
В 2002-2003 годах для подразделений МВД РФ был разработан ряд патронов с пулями с пониженной рикошетирующей способностью (ПРС). В отличие от обыкновенных пуль, в пулях типа ПРС отсутствует стальной сердечник. Необходимость создания специальных патронов этого типа связана с особенностями тактики применения специальных подразделений МВД, большая часть боевых действий или специальных операций которых проводится в населённых пунктах. При этом огонь из стрелкового оружия ведется на небольшие дальности. В таких ситуациях высокая начальная скорость обыкновенных пуль со стальным сердечником приводит к большому количеству рикошетов от стен зданий, бетонных заборов, дорожного покрытия и т.п. Это создаёт реальную угрозу поражения своего личного состава. Пули же типа ПРС при попадании в твердые преграды сминаются, быстро теряют скорость и не дают такого количества опасных рикошетов, как пули со стальным сердечником. В начале 2000-х годов по заказу МВД России совместными усилиями специалистов ЗАО «Барнаульский патронный завод» и ГУ НПО «Спецтехника и связь» был создан 7,62-мм патрон образца 1943 года с пулей с пониженной рикошетирующей способностью (7,62 ПРС обр. 1943 г.). Патрон предназначен для стрельбы из автоматов AKM, АК-103 и АК-104. Благодаря отсутствию стального сердечника этот патрон превосходит по кучности патрон 7,62 ПС, При этом обеспечивается полное сопряжение с траекторий патрона с обыкновенной пулей. Отличительной окраски пуля не имеет, но на донце гильзы вместе с номером завода и годом изготовления имеется клеймение «ПРС».

## Пробивное действие

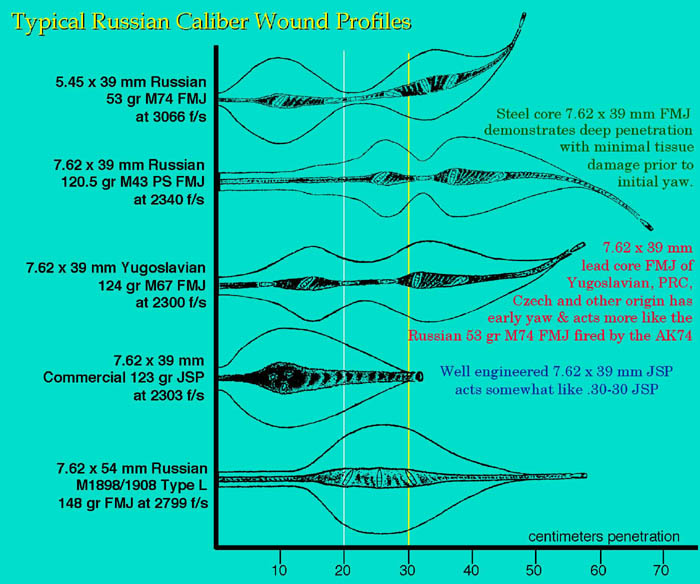
Раневой канал пули 7,62×39 мм (2-й сверху)

Пробивное действие пули патрона 7,62×39 мм:
- Стальной шлем СШ-40 пробивается:

- пулей со стальным сердечником на расстоянии 900 м с вероятностью 80—90 %,
- бронебойно-зажигательной пулей на расстоянии свыше 1100 м с вероятностью 80—90 %,

- Бронежилет 6Б1 пробивается:

- пулей со стальным сердечником на расстоянии 600 м с вероятностью 80—90 %,
- бронебойно-зажигательной пулей на расстоянии 1000 м с вероятностью 80—90 %.

- Броня стальная высокой твёрдости толщиной 7 мм при угле встречи 90° пробивается бронебойно-зажигательной пулей:

- на расстоянии 300 м с вероятностью 50 %,
- на расстоянии 200 м с вероятностью 90 %.

- Бруствер из плотно утрамбованного снега пробивается пулями со стальным сердечником, трассирующими, бронебойно-зажигательными и зажигательной на расстоянии 500 м на глубину 70—80 см.
- Земляная преграда из свободно насыпанного супесчаного грунта пробивается пулями всех типов на расстоянии 500 м на глубину 25—30 см.
- Сухие сосновые брусья размерами 20×20 см, скреплённые в штабелях, пробиваются бронебойно-зажигательными пулями и пулями со стальным сердечником:

- на расстоянии 500 м на глубину 25 см,
- на расстоянии 150 м на глубину 30—40 см.

- Кирпичная кладка (ширина (толщина в кладке) стандартного советского/российского кирпича 12 см) пробивается бронебойно-зажигательными пулями и пулями со стальным сердечником (точнее, их сердечниками) на расстоянии 100 м на глубину 12—15 см.

## Оружие, использующее патрон
- A-91
- АК
- АКМ
- АК-103, АК-104, АК-109, АК-203, АК-204
- АК-15
- ARAK 21 XRS
- АТ-44
- АЕК-973
- Вепрь
- STM-7
- ГОПАК
- Застава М59/66
- Застава M70
- Корд (6П68)
- МР-18МН
- MP-94
- ОЦ-14
- РПД
- РПК, РПК-203
- Сайга-МК 7.62, Сайга МК-03
- СКС
- ССК-1
- ТКБ-022
- ТКБ-408
- ТКБ-517
- Тип 56
- Тип 63
- Тип 81
- Aztex AR-15
- Beretta ARX-160
- CZ 527
- CZ 805
- CZ SA Vz.58
- Colt CM901
- Galil ACE 31, 32
- M-4 WAC-47
- Madsen LAR
- Mk47 mutant
- Rasheed Carbine
- Ruger Mini-30
- SIG 556xi
- SR-47
- Truvelo Raptor
- Valmet Rk. 62, 76, 95
- XCR
- Z-15 Zombie Hunter 7.62x39
- Bushmaster ACR
- VSK-100BP
- VSK-100